# A Battery, Honourable Artillery Company
La Batterie A (1st City of London), Honorable Artillery Company (HAC) est une batterie de canons légers L118 qui fournit une réserve au 7th Parachute Regiment Royal Horse Artillery au sein de l'armée de terre britannique. Ses origines proviennent étaient une batterie d'artillerie à cheval formée en 1891 par le Light Cavalry Squadron, HAC. Elle est transférée à la Force territoriale en 1908 en tant que support d'artillerie pour la London Mounted Brigade.
Pendant la Première Guerre mondiale, la batterie est envoyée en Égypte en 1915, et fait partie de la Western Frontier Force au cours de la campagne Senussi en 1916 et de la campagne du Sinaï et de la Palestine avec la division montée impériale (plus tard australienne) en 1917 et 1918. La batterie de deuxième ligne Batterie 2/A, HAC fut formée en 1914 et servi sur le front occidental en 1917 et 1918 dans le cadre d'une brigade d'artillerie de campagne. La batterie troisième ligne, Batterie A (réserve), HAC formée formé en 1915 pour fournir des réserves formées pour les batteries de 1re et 2e ligne.
Après la guerre, la batterie fusionna avec la batterie B, Honorable Artillery Company et le City of London Yeomanry (Rough Riders) pour former la 11e brigade (Honorable Artillery Company et City of London Yeomanry), RHA .

## Histoire

### Création
L'Honourable Artillery Company (HAC) a créé une première unité d'artillerie à cheval en 1860,le Jay's Troop, HAC. Cette unité eue une courte existence, puisqu'elle fut dissoute en 1869.
En 1891, le Light Cavalry Squadron, HAC fut converti en Horse Battery, HAC qui, en 1899 fut renommé A Battery (1st City of London Horse Artillery), HAC. En même temps, la Field Battery, HAC fut convertie en artillerie à cheval sous le nom de B Battery (2nd City of London Horse Artillery), HAC. La batterie de campagne a été créée en 1781, mais c'est la deuxième unité d'artillerie à cheval créée, d'où la désignation junior.
Les batteries ont parrainé et encadré la batterie de campagne des Volontaires impériaux de la ville pour la durée de la Seconde Guerre des Boers en 1900-2002.

### Force territoriale
La Force territoriale (TF) a été constituée le 1er avril 1908 à la suite de la promulgation de la loi de 1907 sur les forces territoriales et de réserve (7 Edw.7, c.9) qui a combiné et réorganisé l'ancienne force de volontaires, la Honorable Artillery Company et le Yeomanry. Au moment de sa formation, la Force territoriale comprenait 14 divisions d'infanterie et 14 brigades montées de yeomanry. Chaque brigade de yeomanry comprenait une batterie d'artillerie à cheval et une colonne de munitions. 12 d'entre eux furent fournis par des batteries de l'artillerie Royal Horse de la Force territoriale, les deux autres par l'Honorable Artillery Company.
Le 1er avril 1908, la batterie est transférée à la Force territoriale sans changement de nom. L'unité se composait de la batterie et de la colonne de munitions de la Brigade montée de Londres de l'Armory House, Finsbury. La batterie était équipée de quatre canons Ehrhardt de 15 livres et affectés comme support d'artillerie à la London Mounted Brigade.

### Première Guerre mondiale
Conformément au Territorial and Reserve Forces Act 1907 (7 Edw.7, c.9) qui a donné naissance à la Force territoriale, celle-ci était censée être une force de défense intérieure pour le service en temps de guerre et les membres ne pouvaient pas être obligés de servir hors du pays. Cependant, lors du déclenchement de la guerre, le 4 août 1914, de nombreux membres se portèrent volontaires pour participer au conflit. Par conséquent, les unités de la force territoriale furent divisées en unités de première ligne (engagées hors du territoire national) et de deuxième ligne (protection du territoire national ne pouvant pas ou ne voulant pas servir à l'étranger). Les unités de la 2e Ligne jouèrent un rôle essentiel dans la sécurité domestique, bien qu'en fait, la plupart d'entre elles aient également été affectées à l'étranger à un moment ou un autre. Plus tard, une 3e ligne fut formée pour servir de réserve, fournissant des renforts formés pour les batteries de 1re et 2e ligne.

#### Batterie 1 / A, HAC
La batterie de la 1re ligne était la Brigade montée de Londres le 4 août 1914 au début de la Première Guerre mondiale et concentrée dans le Berkshire. Il fut décidé de former une nouvelle division montée à partir des brigades montées dans et autour de la région de Churn dans le Berkshire. Le 2 septembre 1914, la 2e division montée, dont le quartier général est à Goring, voit le jour et la London Mounted Brigade est affectée à la nouvelle division. La I Brigade et la II Brigade, RHA (TF)  furent formées pour intégrer la division et la batterie fut affectée à la II Brigade, RHA à Churn, de même que la batterie B, HAC et les Berkshire and Nottinghamshire Batteries RHA.
En novembre 1914, la division déménage à Norfolk pour des missions de défense côtière. Le quartier général de l'artillerie a été établi à Cromer, avant de rejoindre le quartier général de la division à Hanworth en décembre. La A Battery, HAC était stationnée à Mundesley (la London Mounted Brigade était à Hanworth).
Service outre-mer
En mars 1915, la 2e Division montée est mise en alerte pour le service outre-mer. Début avril, la division commence à partir d'Avonmouth et les derniers éléments débarquent à Alexandrie un peu avant la fin du mois. À la mi-mai, les batteries d'artillerie à cheval se trouvaient près d'Ismaïlia pour la défenses du canal de Suez.
La 2e Division montée débarque en août 1915 et sert à Gallipoli. Les batteries d'artillerie et les colonnes de munitions (ainsi que les groupes de transmissions, les sections vétérinaires mobiles, les colonnes de transport et de ravitaillement de la Brigade montée et deux unités médicales de campagne) furent laissés sur place en Égypte. La division revint de Gallipoli en décembre 1915 et fut réformée et démobilisée.
La batterie rejoint la division le 13 décembre, et le 20 décembre, elle s'entraîne à Alexandrie pour le désert occidental, se concentrant à Mersa Matruh le 7 janvier 1916. Par la suite, il prit part, au sein de la force frontalière occidentale, à la campagne Senussi, prenant part à l'attaque de Halazin (23 janvier 1916). La batterie est revenue à Alexandrie le 6 mars et fut réarmée avec quatre canons de 18 livres. Elle retourna à la défense du canal de Suez le 6 avril et rejoint la 8th Mounted Brigade (la nouvelle London Mounted Brigade). La brigade part pour Salonique en novembre sans la batterie qui rejoint la 4e brigade légère à cheval australienne lors de sa réforme en février 1917. Elle resta affecté à la 4e Brigade ALH pour le restant de la guerre.
Division montée impériale
La Division montée impériale fut formée en Égypte en janvier 1917. La 4th Light Horse Brigade était l'une des quatre brigades de cavalerie sélectionnées pour former la division. La A Batterie, HAC rejoint la division en formation et est affecté à la XIXe brigade, Royal Horse Artillery (TF) . En pratique, la batterie est restée attachée à la 4e Brigade ALH.
La batterie et sa brigade ont servi avec la division montée impériale dans la campagne du Sinaï et de la Palestine dans le cadre de la colonne du désert. Avec la division, elle a participé à l'avancée à travers le Sinaï, participant ainsi aux Première (26 et 27 mars 1917) et deuxièmes batailles de Gaza (17 au 19 avril 1917).
Division montée australienne

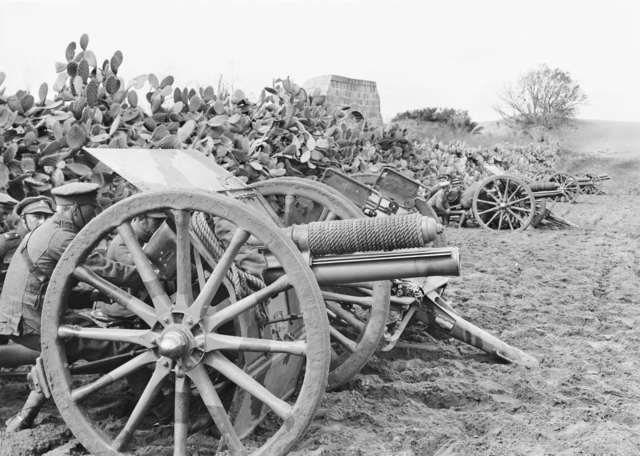
Les artilleurs de la A batterie, Honorable Artillery Company, rattachés à la 4e brigade légère à cheval australienne, s'accroupissent entre leurs canons de campagne à tir rapide de 13 livres et une haie de cactus près de Belah, en Palestine, en mars 1918.

En juin 1917, la colonne du désert fut réorganisée, passant de deux divisions montées de quatre brigades chacune (ANZAC et divisions montées impériales) à trois divisions montées de trois brigades chacune (ANZAC, Division montée australienne et la nouvelle division montée de Yeomanry). Le 20 juin 1917, la division montée impériale est renommé division montée australienne. La majorité de ses troupes étant désormais australienne. Le 12 août 1917, la colonne du désert disparu et le Desert Mounted Corps fut formé.
La batterie servi avec la division montée australienne pendant le reste de la campagne du Sinaï et de la Palestine. Dans le cadre du Desert Mounted Corps, la division a participé à la troisième bataille de Gaza (désormais rééquipée de quatre 13 livres) en particulier la capture de Beersheba (31 octobre) et la bataille de Mughar Ridge (13 et 14 novembre) et la défense de Jérusalem contre les contre-attaques turques (27 novembre au 3 décembre).
Faisant toujours partie du Desert Mounted Corps, la division a participé au deuxième raid transjordanien (30 avril  - 4 mai 1918). La XIXe Brigade, RHA a soutenu la 4e Brigade légère de chevaux dans l'avancée sur la piste Jisr ed Damiye - Es Salt le 30 avril. Le lendemain, une puissante force turque a attaqué depuis la direction de Jisr ed Damiye et bientôt l'artillerie était en danger. La B Battery, HAC était à l'arrière et réussi à s'en tirer avec tous leurs canons sauf un (coincé dans un oued) mais le Nottinghamshire RHA et A Battery, HAC ont eu moins de chance. Des tirs de mitrailleuses ont abattu les attelages de chevaux avant que les canons ne puissent être évacués. La XIXe Brigade a perdu 9 canons au total, les seuls canons à être perdus au combat pendant toute la campagne,.
Sa dernière action fut la prise de Damas (1er octobre).
Après l'armistice de Mudros, la division se retira en Égypte et a commença à être démobiliser. Le dernier membre des "Australiens" rentra chez lui en avril et mai 1919. La A batterie, HAC disparue le 25 octobre 1919.

#### Batterie 2 / A, HAC
La A batterie  forma la 2e ligne en septembre 1914, initialement désignée comme la batterie A (réserve), HAC. Elle fut renommée batterie 2 / A, HAC le 26 septembre.
La batterie rejoignit la 2e ligne 2 / 1e brigade montée de Londres lorsqu'elle fut formée en mars 1915 . Le 6 mars 1915, la 2 / 2e division montée fut formée pour remplacer la 2e division montée qui avait été mise en alerte pour le service outre-mer. La brigade a rejoint la division des défenses côtières en juin 1915 et s'est recentrée sur Aylsham, la batterie étant à Reepham, Norfolk .
Les batteries de la division n'étaient pas prêtes pour la guerre. Trois n'avaient pas de chevaux, le quatrième n'en avait que 23; trois batteries comptaient en moyenne plus de 200 hommes, mais l'autre seulement 91; une batterie n'avait pas de munitions et une autre a indiqué que ses 15 livres étaient "pratiquement inutiles".
En novembre 1915, la batterie reçu quatre Ordnance BLC de 15 livres. Elle resta au sein de la division quand celle-ci fut renommée en tant que 3ème division montée en mars 1916 et en tant que 1re division montée en juillet 1916. Au début de 1917, la batterie était armée de quatre 18 livres.
Brigade de campagne de l'armée
La brigade CXXVI, RFA (Royal Field Artillery) fut reformée à Heytesbury, Wiltshire en mai 1917 avec la batterie 2 / A et la batterie 2 / B de la Royal Honourable Company, toutes deux équipées de six canons de 18 livres. La brigade (avec la batterie) débarque à Boulogne le 22 juin 1917 et devient une brigade de campagne de l'armée . La batterie 2 / 1st Warwickshire RHA, désormais aussi équipée de canons de 18 livres, se rendit en France le 21 juin 1917 et y rejoignit la brigade. La batterie a servi sur le front occidental pour le reste de la guerre.
À l'armistice, la batterie (équipée de six canons de 18 livres) était toujours avec la brigade CXXVI, RFA, servant au sein de la première armée. La batterie est entrée en Allemagne le 17 janvier 1919  et fut dissoute plus tard la même année.

#### Batterie A (réserve), HAC
La batterie A (de réserve), HAC fut formée en 1915 pour remplacer la batterie de réserve d'origine qui avait été renommée batterie 2 / A le 26 septembre 1914. Elle n'a jamais quitté le Royaume-Uni et fut dissous plus tard.

### Après la guerre
Le 7 février 1920, la Honorable Artillery Company est autorisée à reconstituer quatre batteries d'artillerie à cheval dans la Force territoriale. Seuls deux furent formées (batteries A et B) et l'autorisation pour les deux autres fut annulée en 1921. Les batteries furent fusionnées avec le City of London Yeomanry (Rough Riders) le 16 février pour former la 11e Brigade (Honorable Artillery Company et City of London Yeomanry), RHA avec: 
- Quartier général à la caserne Finsbury
- Batterie A à l'Armory House, Finsbury
- Batterie B à l'Armory House, Finsbury
- Batterie C à Bunhill Row, formée par les éléments du Yeomanry de Londres

### 21e siècle
En 2017, la batterie a été réformée en batterie A (1st City of London) Honourable Artillery Company équipée du L118 Light Gun en appui du 7th Parachute Regiment Royal Horse Artillery.

## Voir également
- Liste des batteries d'artillerie à cheval de la Force territoriale 1908

## Remarques
1. ↑  The basic organic unit of the Royal Artillery was, and is, the Battery[5]. When grouped together they formed brigades, in the same way that infantry battalions or cavalry regiments were grouped together in brigades. At the outbreak of the First World War, a field artillery brigade of headquarters (4 officers, 37 other ranks), three batteries (5 and 193 each), and a brigade ammunition column (4 and 154)[6] had a total strength just under 800 so was broadly comparable to an infantry battalion (just over 1,000) or a cavalry regiment (about 550). Like an infantry battalion, an artillery brigade was usually commanded by a Lieutenant-Colonel. Artillery brigades were redesignated as regiments in 1938. Note that the battery strength refers to a battery of six guns; a four-gun battery would be about two thirds of this.
2. ↑  The other three batteries were Berkshire RHA, Nottinghamshire RHA, and B Battery, HAC[8]. All four batteries were originally part of the 2nd Mounted Division[9].
3. ↑  2/1st Nottinghamshire, 2/1st Warwickshire and 2/1st Berkshire RHA formed the other three batteries of the division[10].
4. ↑  Not to be confused with the original 1st Mounted Division which became 1st Cyclist Division, also in July 1916[11].
5. ↑  The original CXXVI Brigade, RFA was formed from November 1914 as an 18 pounder gun brigade for the original 32nd Division in Kitchener's Fourth New Army. The divisions of the Fourth New Army were broken up on 10 April 1915 and the brigade was transferred to the 37th Division[12]. It joined the division on 15 April as a 4.5" howitzer brigade[13] and proceeded to France with the division at the end of July 1915[14]. It served with the division on the Western Front until 28 January 1917 when it was broken up[15].
6. ↑  Army Field Artillery Brigades were artillery brigades that were excess to the needs of the divisions, withdrawn to form an artillery reserve.